# Xenuromys barbatus
Xenuromys barbatus — вид гризунів родини Muridae, поширений у Західному Папуа, Індонезії та Папуа-Новій Гвінеї. Здається, це переважно наземний вид, пов'язаний із скелястими середовищами існування, у горбистих або гірських районах, у широколистяних вічнозелених лісах. Багато нещодавніх записів взято з карстових відслонень.

## Морфологічна характеристика
Тварини досягають довжини тіла від 27 до 34 сантиметрів, плюс хвіст довжиною від 22 до 28 сантиметрів. Вага становить від 0,9 до 1,1 кілограма. Хутро на спині рудо-коричневе або сіре, черево від світло-сірого до білуватого. Лапи майже безволосі, хвіст щонайменше наполовину білий, має лусочки.

## Спосіб життя
Про їхній спосіб життя відомо дуже мало. Ймовірно, вони живуть на землі і харчуються фруктами, насінням і комахами.